# Croix camarguaise
Pour les articles homonymes, voir Croix (homonymie), Camargue (homonymie) et Gardian.
La croix camarguaise, croix de Camargue ou encore croix des gardians, est un symbole camarguais créé de toutes pièces par le peintre Hermann-Paul à la demande du marquis Folco de Baroncelli pour représenter la « nation camarguaise » de gardians et de pêcheurs. Elle a été inaugurée en juillet 1926. 
Elle incarne les trois vertus théologales du christianisme : la foi (avec ses tridents de gardians en croix chrétienne), l'espérance (avec son ancre des pécheurs), et la charité (avec son cœur des saintes Maries).

## Histoire

### Création

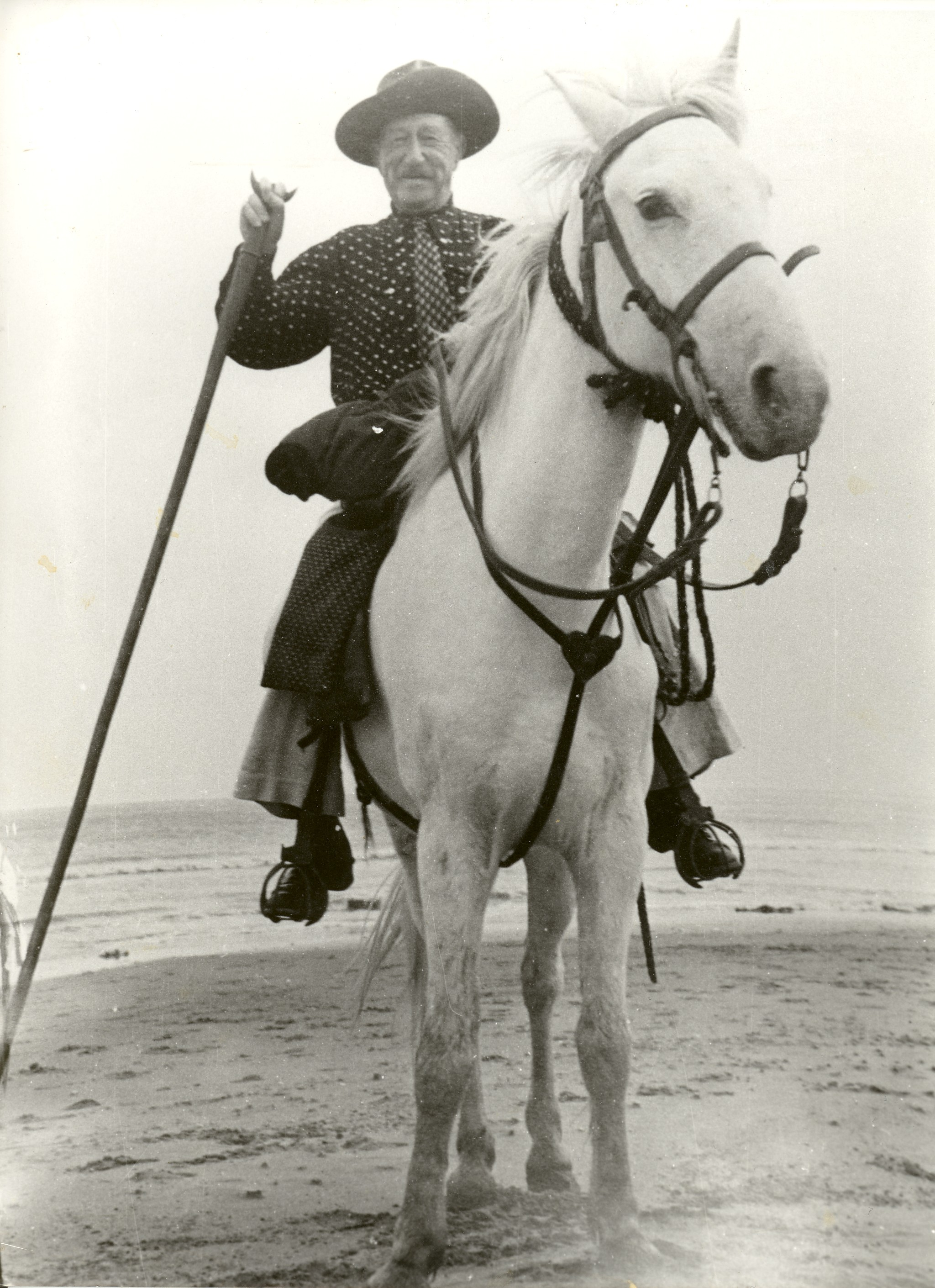
Le marquis-écrivain-manadier Folco de Baroncelli (1869-1943).

La croix camarguaise est conçue par l'artiste peintre-illustrateur Hermann-Paul (1864-1940), à la demande de son ami le marquis-écrivain-manadier Folco de Baroncelli (1869-1943), considéré comme l'« inventeur » de la Camargue. Après avoir fondé l'association Nacioun gardiano en 1904, afin de « maintenir et de glorifier le costume, les us et les traditions du pays d'Arles, de la Camargue et des pays taurins », ce dernier s'inspire de l'ancre de marine pour représenter avec cette croix la « nation camarguaise » de gardians et de pêcheurs. 

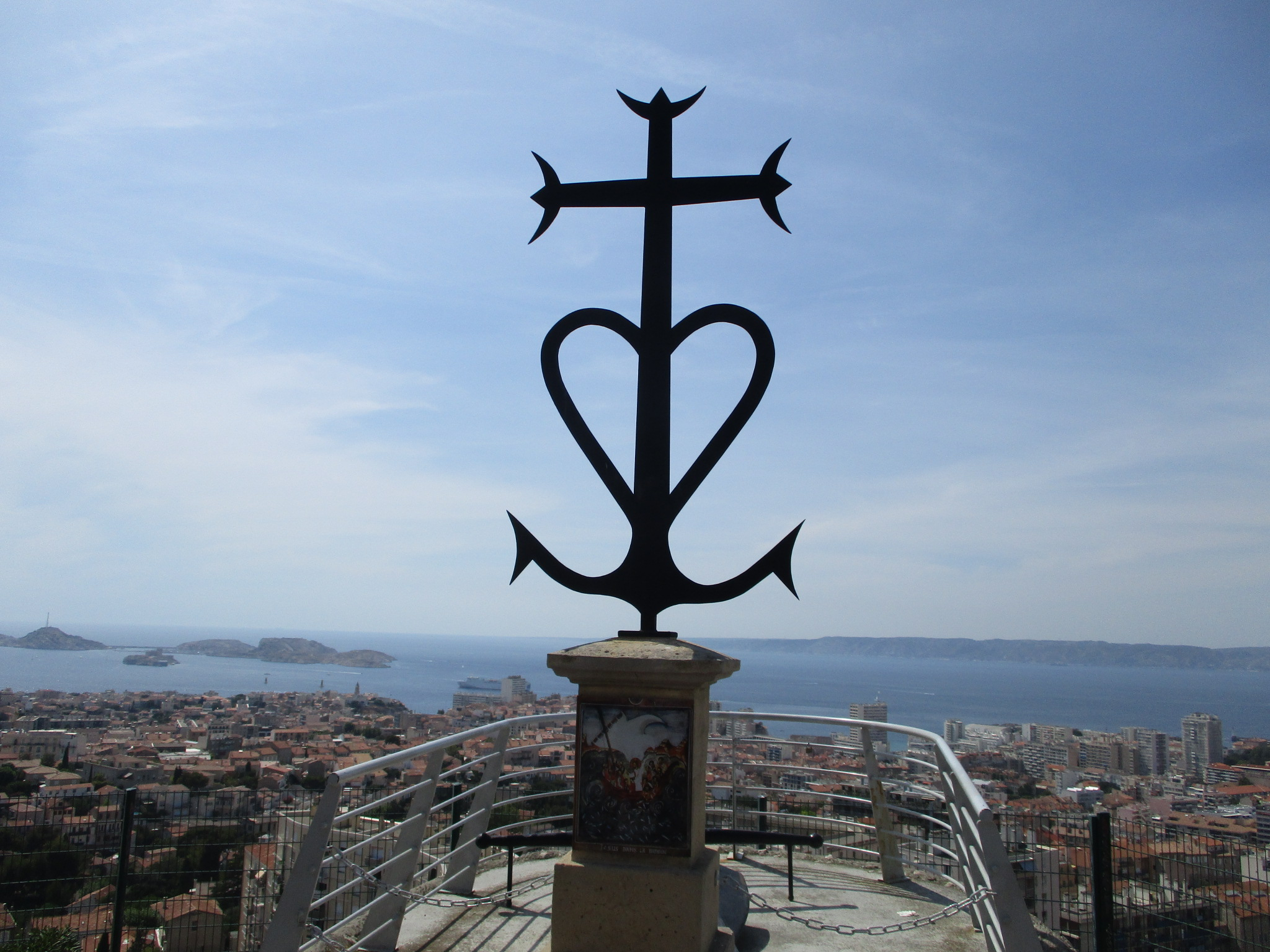
Parvis de la basilique Notre-Dame-de-la-Garde de Marseille, face à la Méditerranée

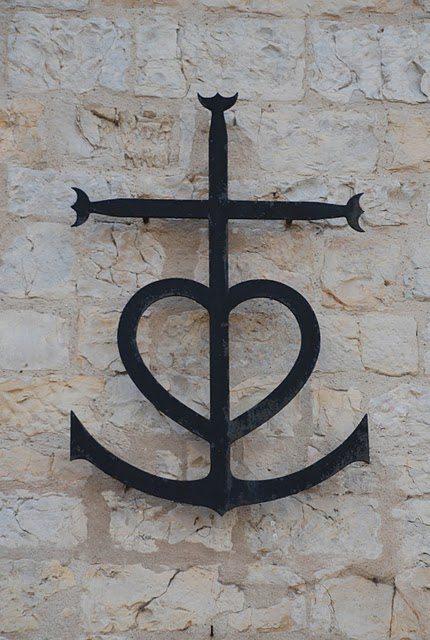
Église Notre-Dame-de-la-Mer des Saintes-Maries-de-la-Mer, en Camargue

La croix est fabriquée en fer forgé par Joseph Barbanson, forgeron des Saintes-Maries-de-la-Mer, dans son atelier de la Place de la Révolution (l'actuelle place du Grenier à Sel). C'est lui qui suggère de remplacer par des tridents les trois fleurs de lys qui étaient prévues.

### Inauguration
La croix est inaugurée par le Comité des amis du marquis de Baroncelli le 7 juillet 1926, sur un terre-plein à côté de la recette postale (face à l'actuel bâtiment du « Grand Large »). Lors de cette fête, de nombreuses personnalités et le marquis de Baroncelli et ses amis sont présents : le poète Joseph d'Arbaud, Rul d’Elly, Maguy Hugo (petite-fille de Victor Hugo), Madame de la Garanderie, Fanfonne Guillierme, la famille des éditeurs Aubanel, Pauline Ménard-Dorian et son mari le peintre Hermann-Paul.

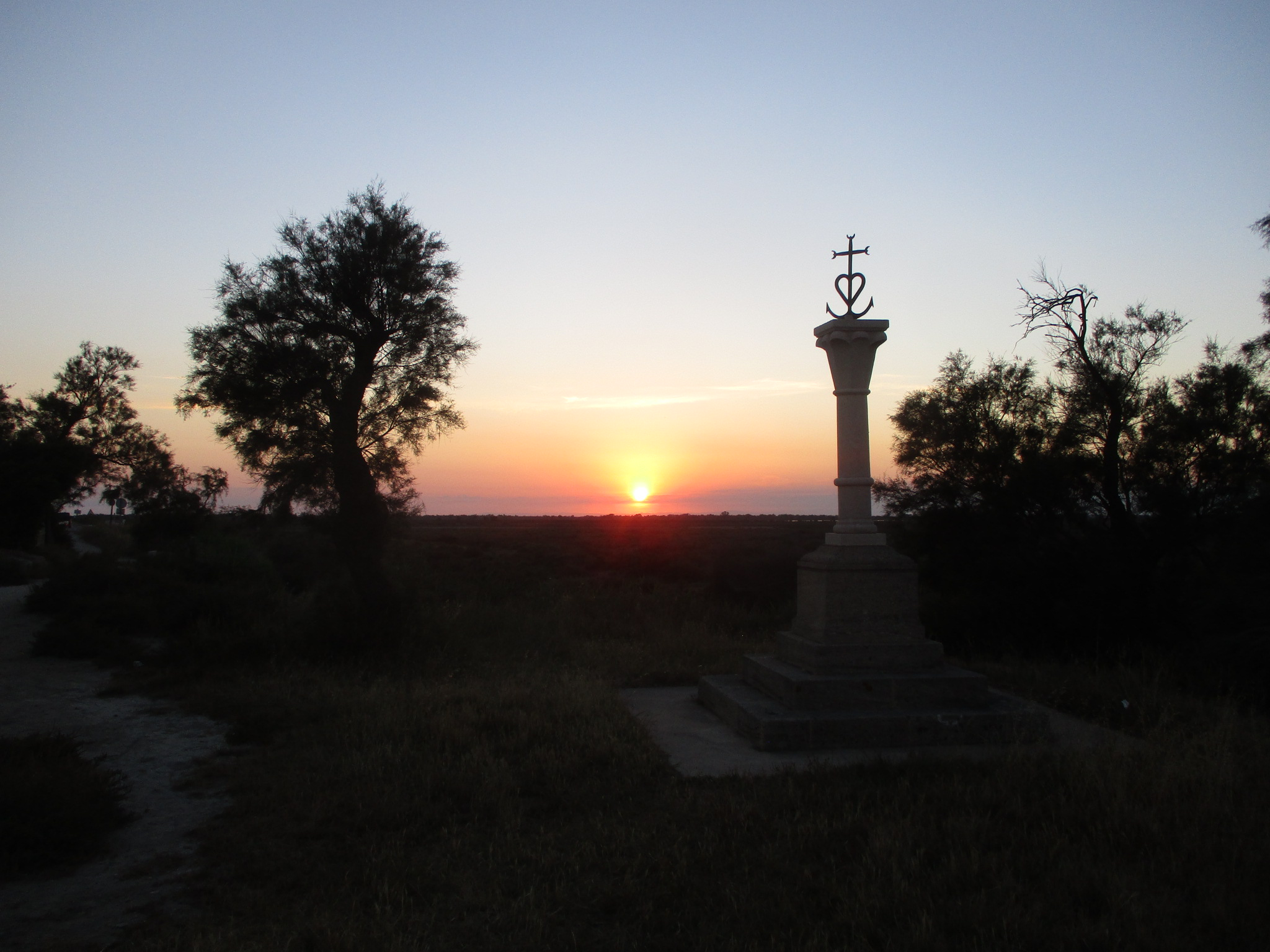
Coucher de soleil sur la croix camarguaise.

### Diffusion
La croix est transférée une dizaine d'années plus tard au Pont du Mort (ou du Maure), à l'entrée ouest du village, route d'Aigues-Mortes. Après avoir été légèrement déplacée, elle s'y trouve encore aujourd'hui. La croix originelle ayant été dérobée, c'est une copie qui est actuellement visible.
En juillet 2016, la croix de Camargue fête ses 90 ans. Elle s'est diffusée dans toute la Camargue provençale et gardoise. Elle est présente également à Marseille (basilique Notre-Dame-de-la-Garde, église Saint-Pierre-ès-Liens de l'Estaque, esplanade de la Bonne Mère), à Toulon, à Istres, et en Avignon dans le Vaucluse. 
Le jumelage de Radolfzell avec Istres explique sa présence en Allemagne.

Quelques exemples
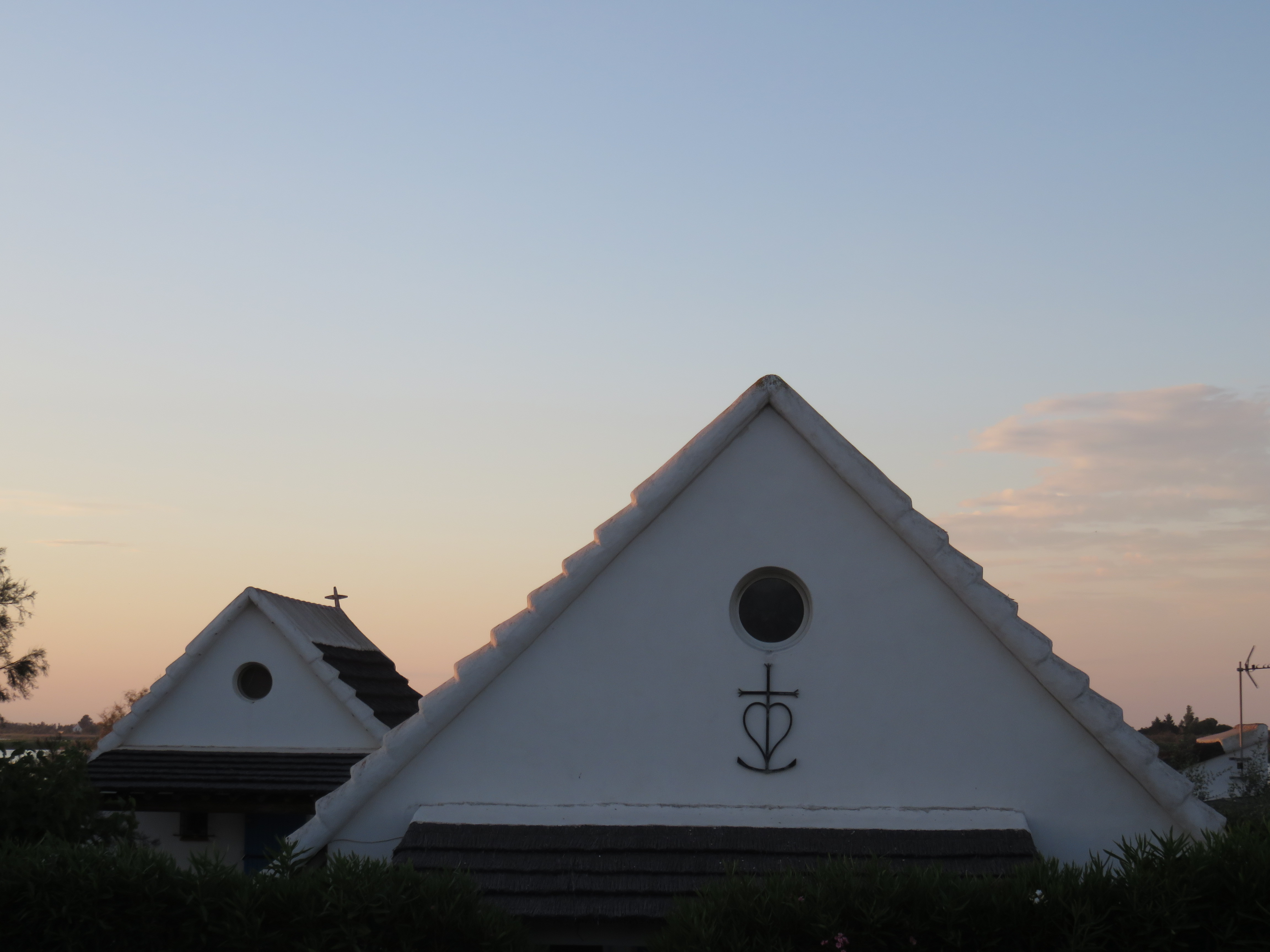
Sur des cabanes des Saintes-Maries-de-la-Mer
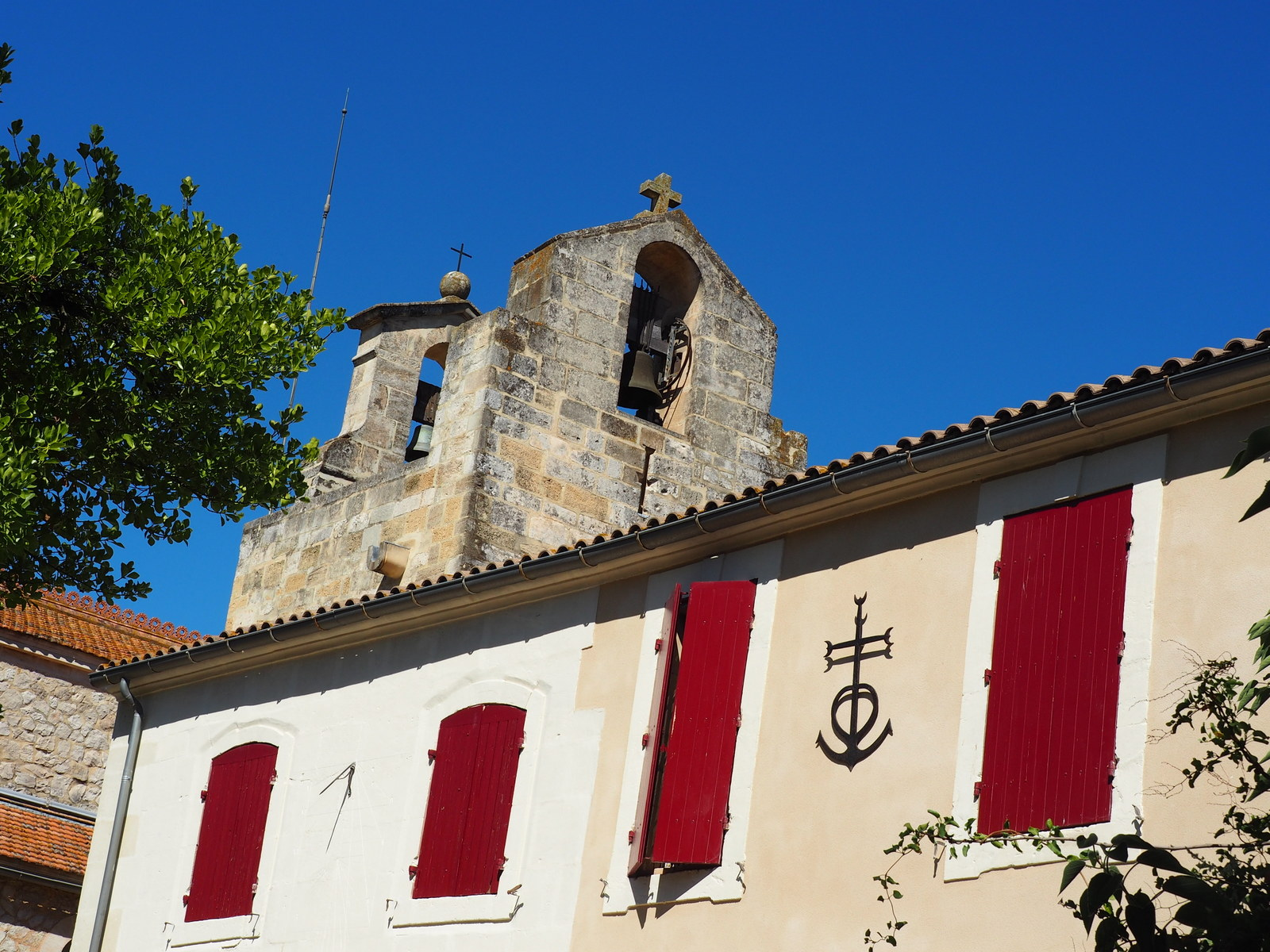
En façade, à Saint-Martin-de-Crau
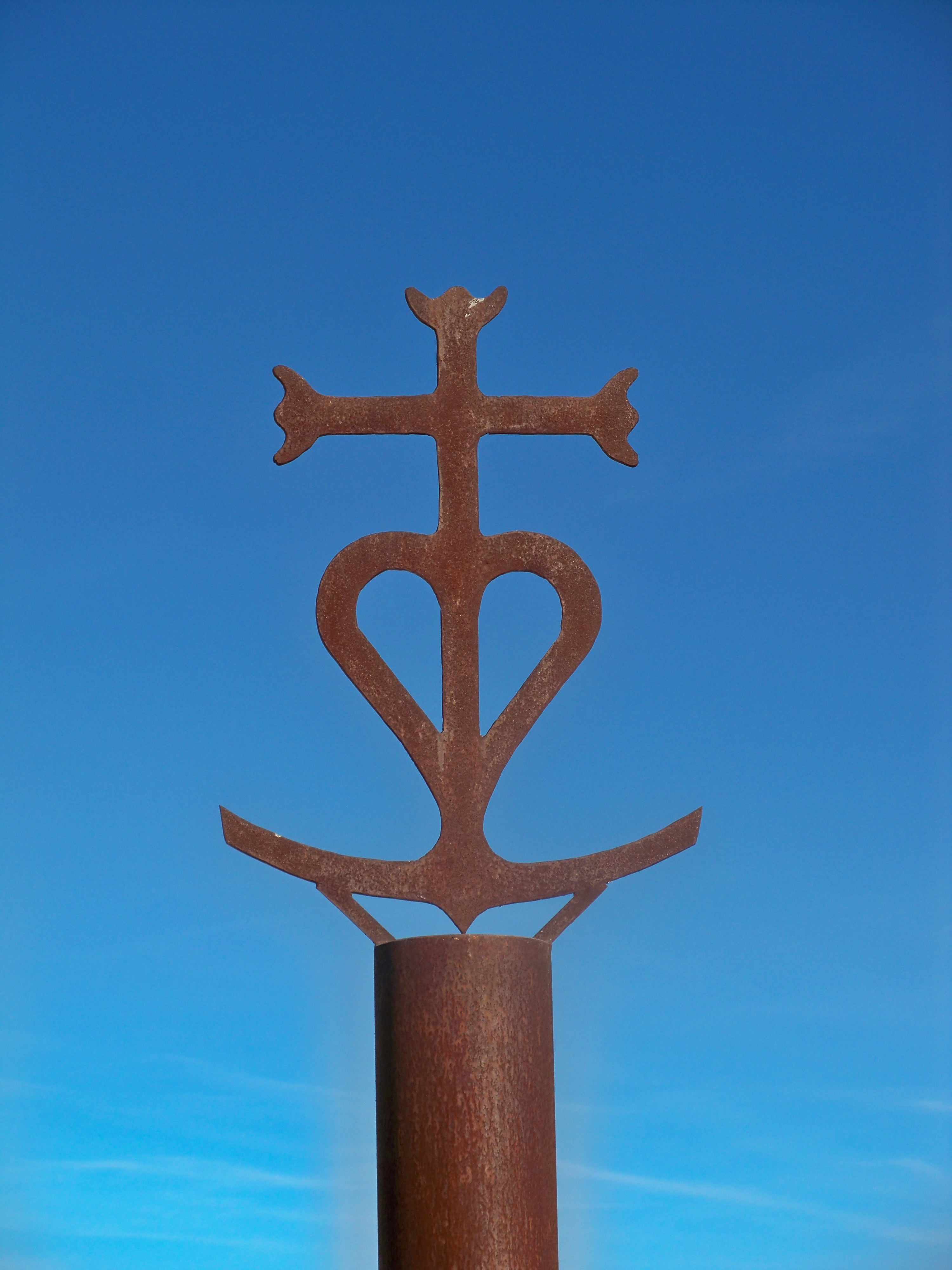
Au mas de Méjanes
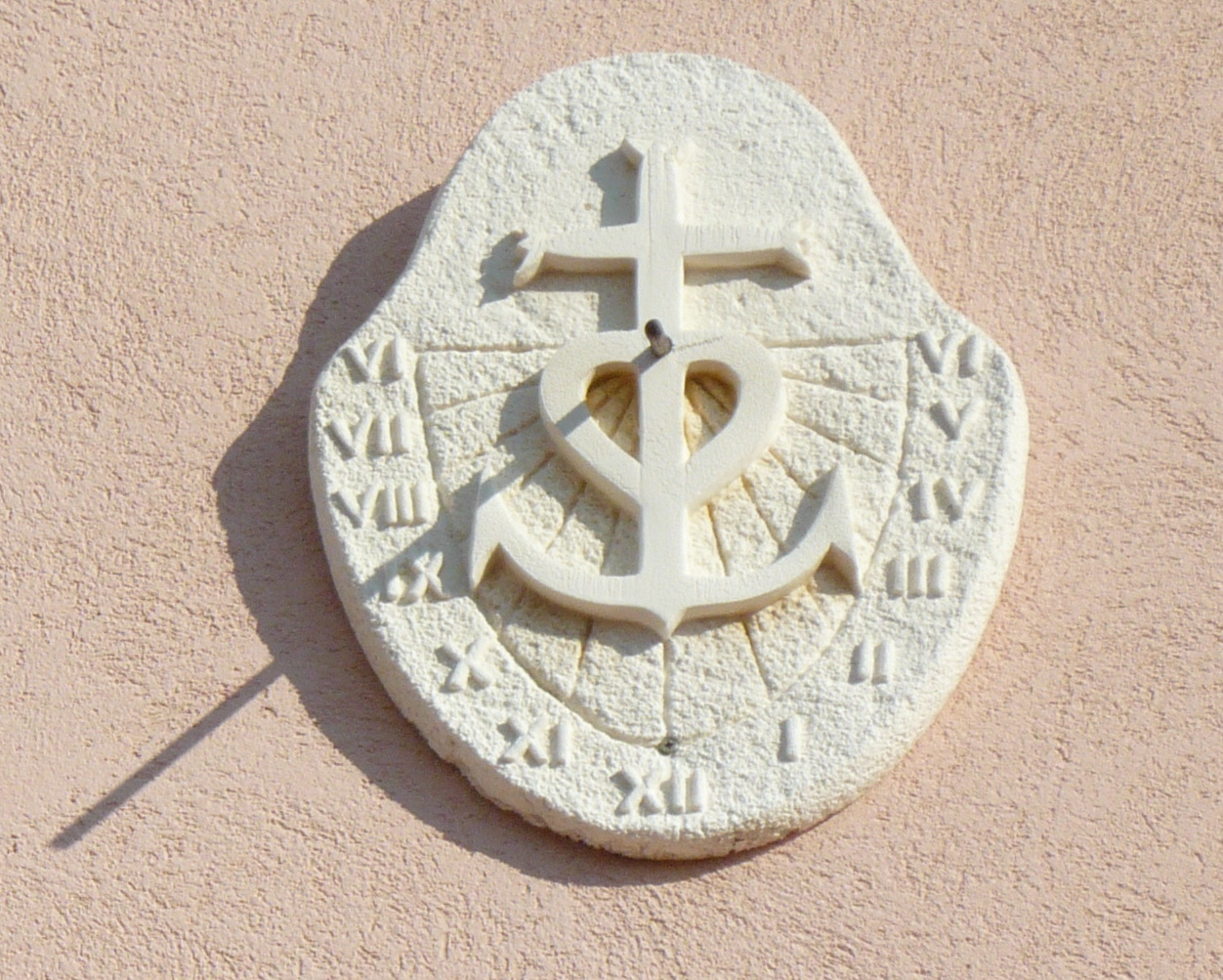
Sur un cadran solaire

## Symbolisme
La croix camarguaise symbolise ce que le marquis de Baroncelli appelle la « Nacioun gardiano / Nation gardiane ») en associant les symboles des gardians, des pêcheurs et des saintes Maries de la Camargue . Elle est censée incarner les trois vertus fondamentales chrétiennes : 

Blason (héraldique) de la Camargue.

- la foi, symbolisée par ses trois (trinité) tridents de gardians en croix chrétienne,
- l'espérance, symbolisée par l'ancre de marine ou l'ancre (symbole) des pêcheurs,
- la charité, symbolisée par le cœur (symbole) des saintes Maries, les trois disciples féminines du Christ, Marie Madeleine, Marie Salomé et Marie Jacobé, venues, selon la tradition chrétienne, s'établir en Camargue.

## Blason de la Camargue
Le blason de la Camargue reprend ce symbole : taillé d'azur et de gueules au trident d'argent ferré d'or posé en barre brochant sur la partition accompagné en chef d'une tête de taureau de sable corné d'argent et en pointe de la croix camargaise d'or.